# Hovhannes Karapetjans geologiska museum
Hovhannes Karapetjans geologiska museum är ett geologiskt museum i Jerevan i Armenien. 

## Bildgalleri

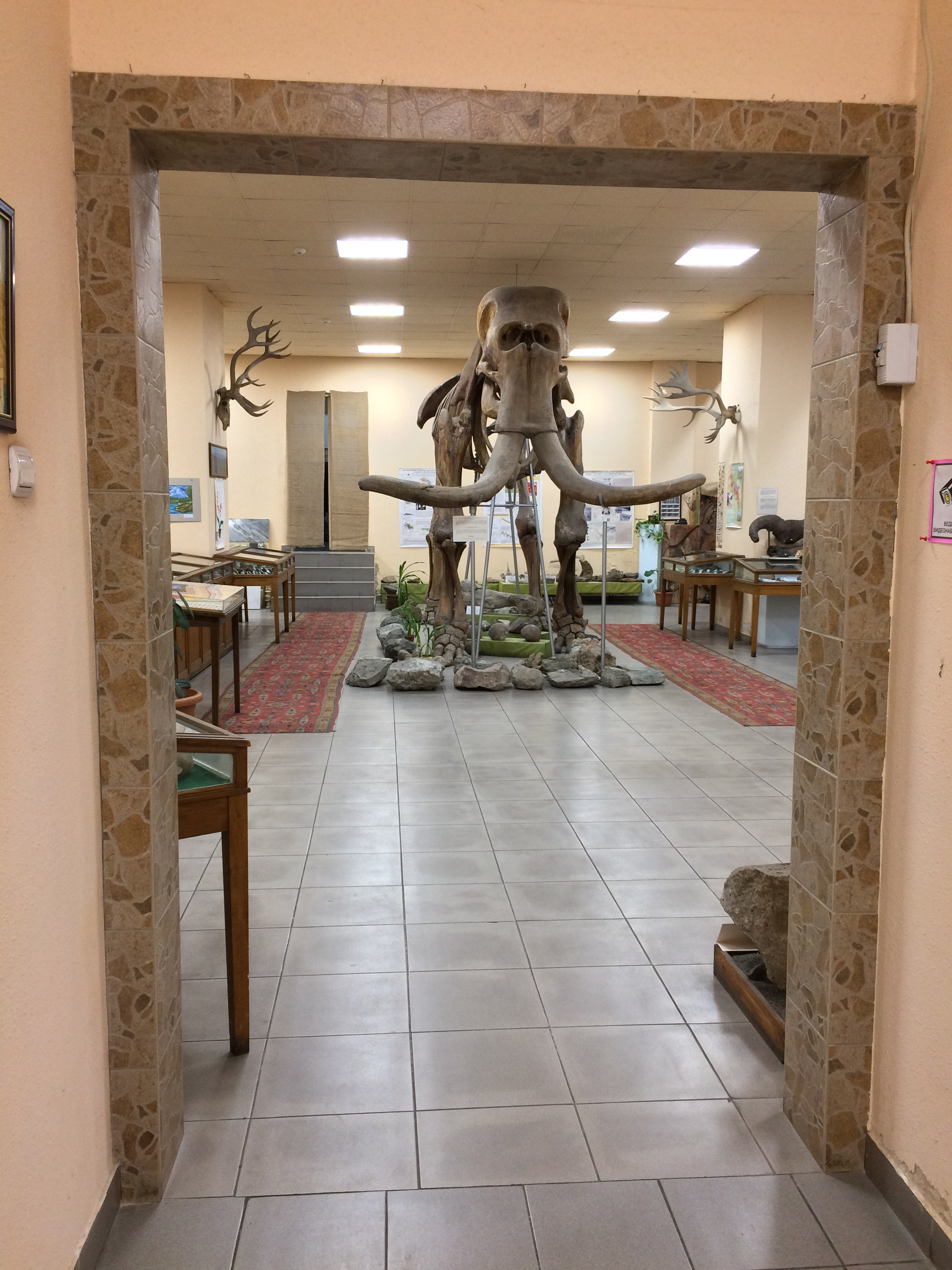
Entrén
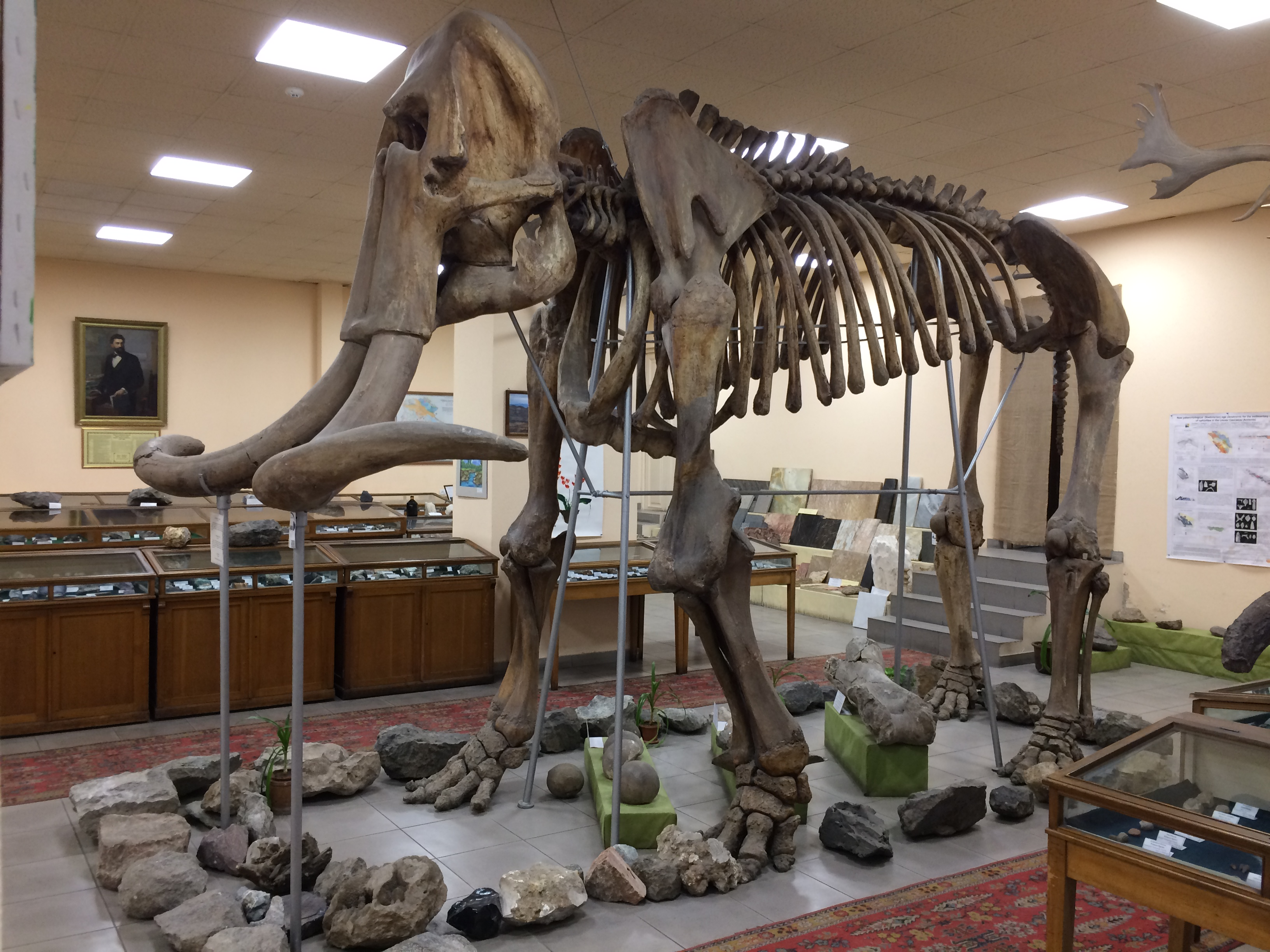
Skelett av förhistorisk elefant
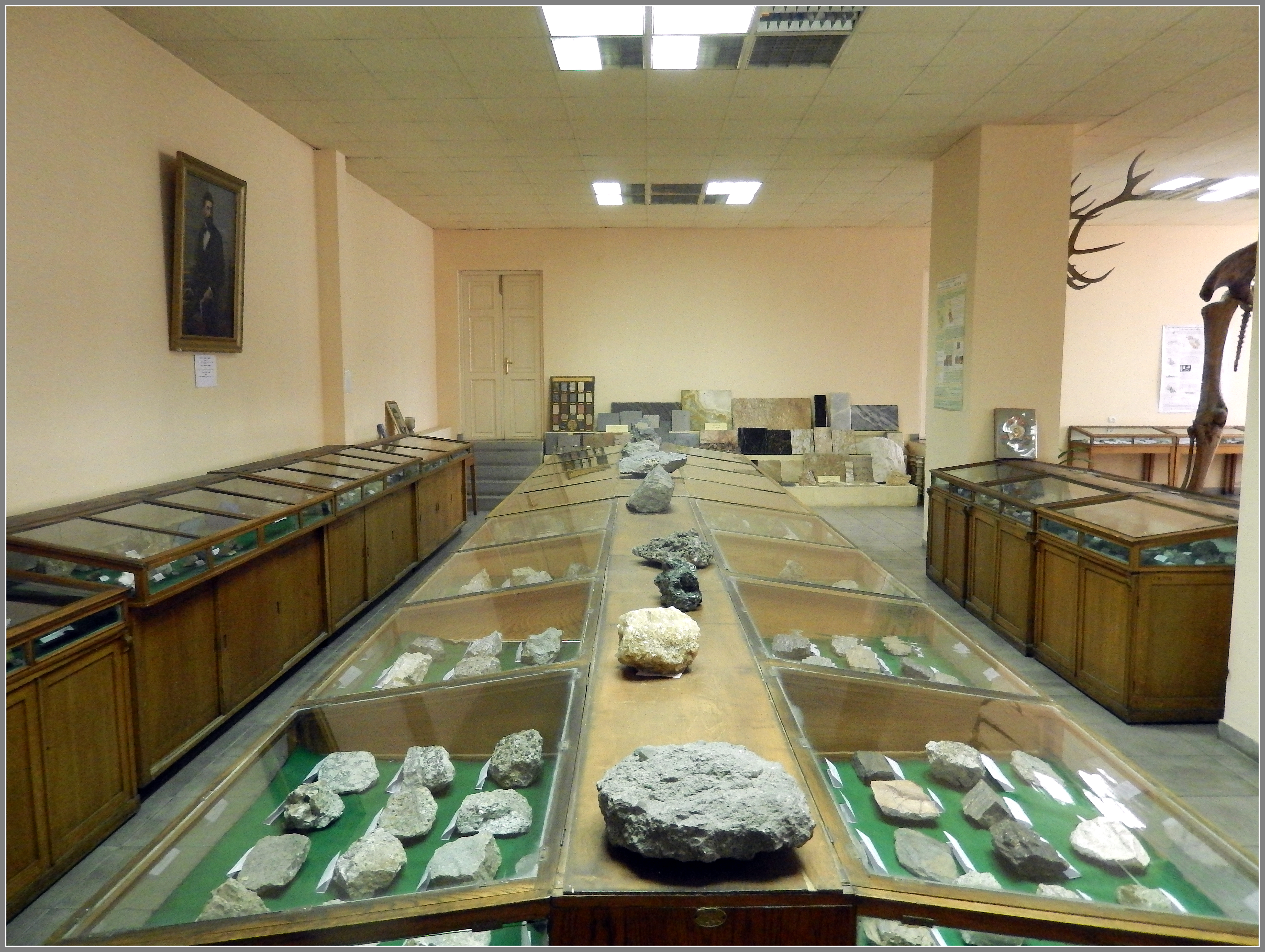
Utställningssal